# تريزا كنور
تريزا كنور (بالإنجليزية: Theresa Knorr) هي قاتل متسلسل أمريكية، ولدت في 14 مارس 1946 في ساكرامنتو في الولايات المتحدة.

## وصلات خارجية
- تريزا كنور على موقع IMDb (الإنجليزية)